# Dale (Mondkrater)
Dale ist ein Einschlagkrater am östlichen Rand der Mondvorderseite.
Das Gebiet ist aufgrund dieser Lage von der Erde aus wenn überhaupt, dann nur stark verzerrt sichtbar.
Der Krater liegt südlich des Mare Smythii, südöstlich des Kraters Kästner und nordöstlich von Ansgarius.
Er ist stark erodiert.
Der Krater wurde 1976 von der IAU nach dem britischen Biochemiker und Nobelpreisträger Henry Hallett Dale offiziell benannt.